# Československá Jánošíkova medaile
Československá Jánošíkova medaile, je záslužná medaile, která byla udělovaná za statečnost, odvahu a vojenské (partyzánské ) zásluhy v boji proti fašistickým agresorům a jejich spojencům. Medaile byla založená vládním nařízením ze dne 14. června 1946, nařízením vlády č. 154/1946 Sb. Medaile měla vlastní stanovy, které byly doplněny nařízením č. 30/1949 Sb.
Medaile je ražena z bronzu a autorem je akademický sochař Alois Sopr. Stuhu navrhl B. Beran.